# Tin Erik Andersson
Tin Erik Andersson, född 13 januari 1803 i Vikarbyn i Rättviks socken, död 31 augusti 1849 i Stumsnäs i samma socken, var en svensk bildsnidare.
Han var son till Tin Anders Olsson och Anna Nilsdotter samt från 1824 gift med Brita Hansdotter. Andersson har förfärdigat skulpturala utsmyckningar till Rättviks kyrka och Boda kyrka.